# Arbeitsgericht Fulda
Das Arbeitsgericht Fulda, ein Gericht der Arbeitsgerichtsbarkeit, ist eines der sieben hessischen Arbeitsgerichte.

## Gerichtssitz und -bezirk
Das Gericht hat seinen Sitz in Fulda in der Straße Am Hopfengarten.
Das Arbeitsgericht Fulda ist örtlich zuständig für Rechtsstreitigkeiten aus dem Landkreis Fulda sowie den Städten und Gemeinden Freiensteinau, Grebenhain, Herbstein, Schlitz, Ulrichstein und Wartenberg im Vogelsbergkreis.
Mit der Auflösung des Arbeitsgerichtes Bad Hersfeld zum 31. Dezember 2011 ging die Verantwortung für die im Bereich des Landkreises Hersfeld-Rotenburg liegenden Orte, die bisher in Bad Hersfeld betreut wurden, auf das Arbeitsgericht Fulda über. Vom ebenfalls aufgelösten Arbeitsgericht Hanau übernahm das Arbeitsgericht Fulda die im nordöstlichen Bereich des bisherigen Gerichtsbezirks Hanau liegenden Orte.
Die sachliche Zuständigkeit ergibt sich aus dem Arbeitsgerichtsgesetz.

## Übergeordnete Gerichte
Dem Arbeitsgericht Fulda sind das Hessische Landesarbeitsgericht und im weiteren Rechtszug das Bundesarbeitsgericht übergeordnet.

## Geschichte
Gemäß Arbeitsgerichtsgesetz vom 23. Dezember 1926 wurden in Deutschland Arbeitsgerichte gebildet. Diese waren nur in der ersten Instanz organisatorisch selbstständige Gerichte, die Landesarbeitsgerichte waren den Landgerichten zugeordnet. Am Landgericht Kassel entstand so 1927 das Landesarbeitsgericht Kassel als einziges Landesarbeitsgericht im Bezirk des Oberlandesgerichtes Kassel. In Fulda entstand das Arbeitsgericht Fulda. Sein Sprengel umfasste den Bezirke der Amtsgerichte Birstein, Burghaun, Eiterfeld, Fulda, Großenlüder, Hilders, Hünfeld, Neuhof, Salmünster, Schlüchtern, Schwarzenfels, Steinau an der Straße und Weyhers. Es bestand jeweils eine Kammer für Arbeiter, für Angestellte und für Handwerk. Der Sprengel des Gerichtes blieb räumlich von den Änderungen und Aufhebung der Amtsgerichte im Jahr 1932 und in den Kriegsjahren unberührt.
Nach der Besetzung Deutschlands durch die Alliierten wurden 1945 zunächst alle Gerichte geschlossen. Die ordentlichen Gerichte wurden schon bald wieder eröffnet, während die Arbeitsgerichte zunächst nicht wieder eingerichtet wurden, so dass arbeitsgerichtliche Streitigkeiten von den ordentlichen Gerichten erledigt werden mussten. Gemäß Kontrollratsgesetz 21 sollten in Deutschland Arbeitsgerichte aufgebaut werden. In Fulda wurde das Arbeitsgericht neu gebildet. Sein Sprengel umfasste nun die Amtsgerichtsbezirke Fulda, Hünfeld und Lauterbach.